# Cercine (anello)

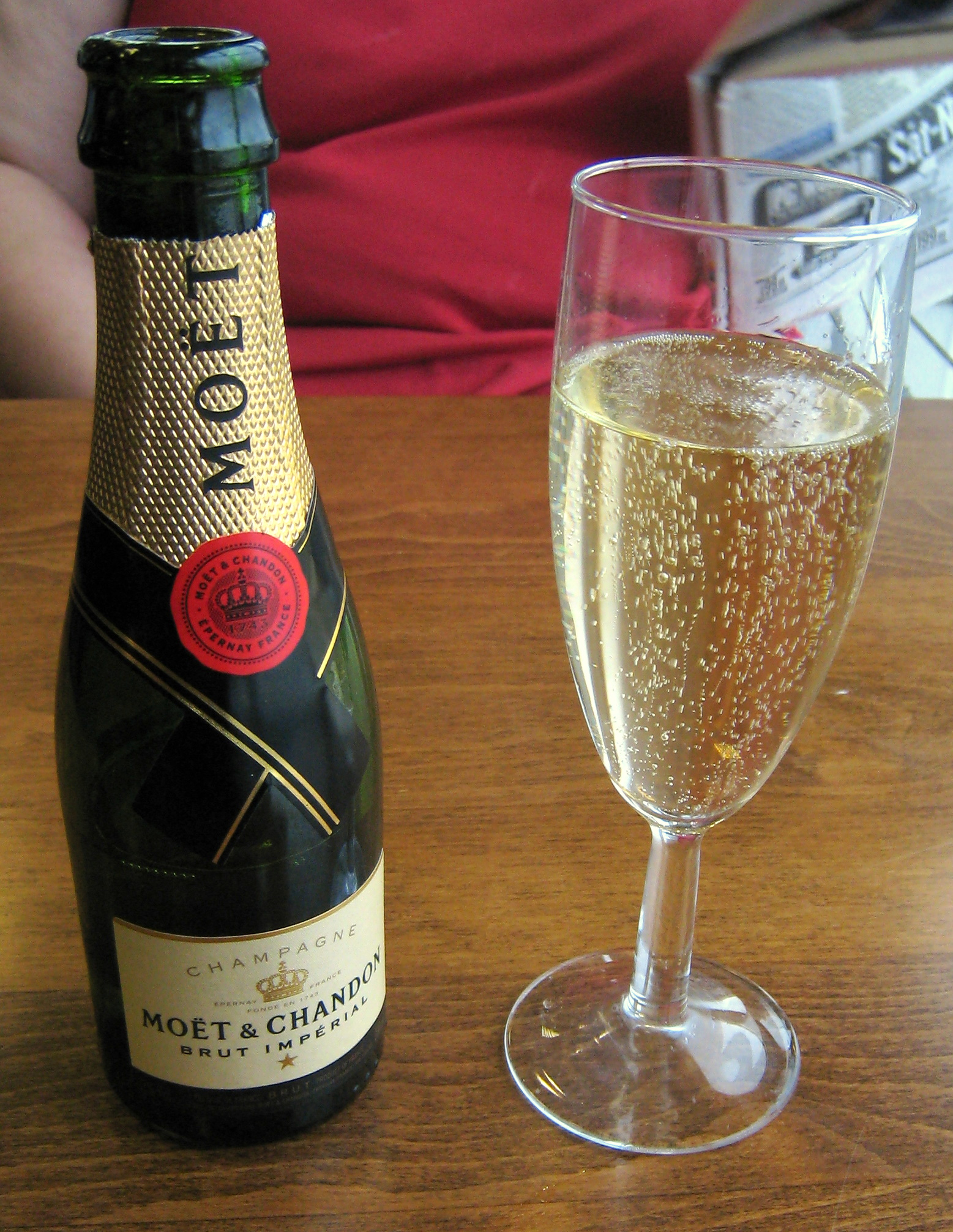
Cercine particolarmente rilevato in una bottiglia champagnotta mignonette

Il cèrcine è il rigonfiamento posto sulla parte terminale del collo di alcuni tipi di bottiglie e damigiane. Creato dall'ispessimento del materiale stesso che forma la bottiglia, può avere differenti sagomature a seconda dell'uso e della tradizione. 

## Descrizione
Oltre lo scopo di contrastare lo scivolamento dalla mano del collo della bottiglia garantisce, nelle bottiglie da vino, un rinforzo nel punto di inserimento del turacciolo. Ha particolare rilievo nelle bottiglie chiuse da tappo a corona e nelle champagnotte, dove garantisce l'ancoramento della capsula o della gabbietta di filo metallico che blocca i turaccioli dei vini spumanti.